# ピアンコーニョ
ピアンコーニョ（伊: Piancogno）は、イタリア共和国ロンバルディア州ブレシア県にある、人口約4,700人の基礎自治体（コムーネ）。

## 地理

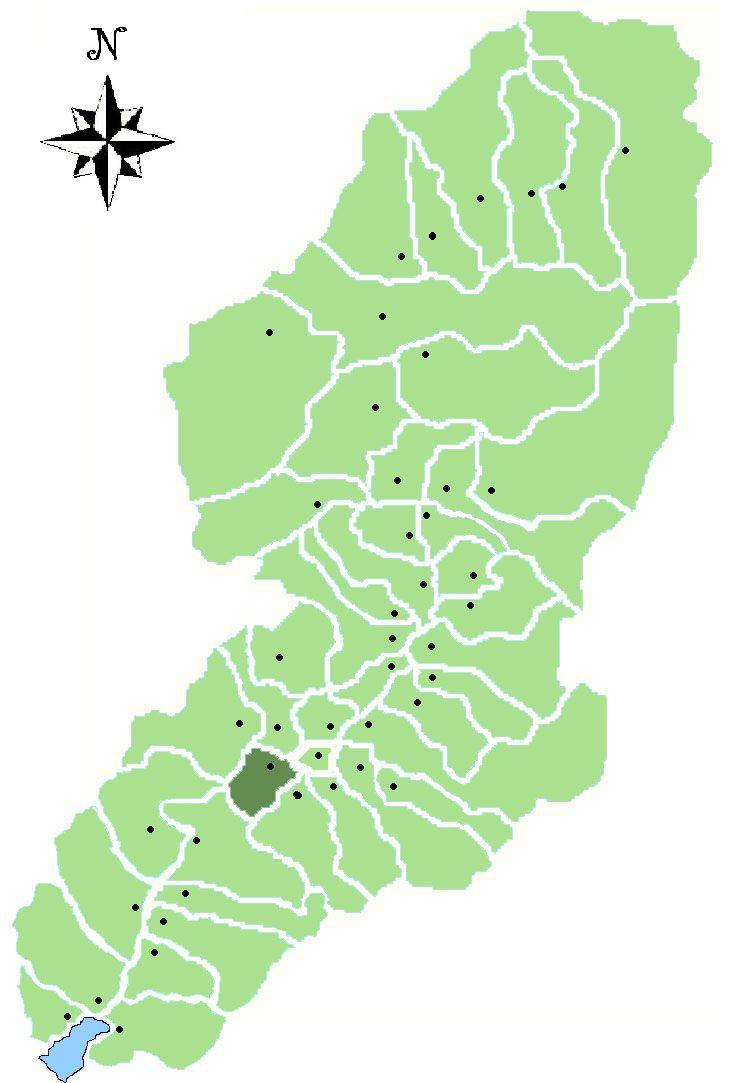
ヴァル・カモニカにおけるコムーネの領域

### 位置・広がり
ブレシア県北部、ヴァルカモニカのコムーネ。役場のあるピアンボルノ (Piamborno) の集落は、県都ブレシアから北へ42km、州都ミラノから東北東へ95kmの距離にある。

#### 隣接コムーネ
隣接するコムーネは以下の通り。
| - アンゴロ・テルメ - ボルノ - チヴィダーテ・カムーノ - ダルフォ・ボアーリオ・テルメ - エージネ - オッシモ |

### 気候分類・地震分類
気候分類では、zona E, 2568 GGに分類される。
また、イタリアの地震リスク階級 (it) では、zona 3 (sismicità bassa) に分類される
。

## 行政

### 分離集落
ピアンコーニョには、以下の分離集落（フラツィオーネ）がある。
- Piamborno, Cogno, Passo dell'Annunciata, Dassine, Oiolo, Annunciata superiore

### 山岳部共同体
広域行政組織である山岳部共同体「ヴァッレ・カモニカ山岳部共同体」 (it:Comunità montana di Valle Camonica) （事務所所在地: ブレーノ）を構成するコムーネである。